# Tế bào thần kinh GnRH
Tế bào thần kinh GnRH, hoặc tế bào thần kinh tiết hormone giải phóng gonadotropin, là những tế bào trong não kiểm soát việc giải phóng hormone sinh sản từ tuyến yên. Các tế bào não này kiểm soát sự sinh sản bằng cách tiết GnRH vào dòng máu mao mạch cửa tuyến yên, vì vậy đôi khi được gọi là “tế bào thần kinh giới tính”. Mạng lưới mao mạch nhỏ này mang GnRH đến thùy trước tuyến yên, giải phóng hormone tạo hoàng thể (LH) và hormone kích thích nang trứng (FSH) vào dòng máu lớn hơn. Khi tế bào thần kinh GnRH thay đổi kiểu tiết hormone GnRH thì cơ thể bắt đầu dậy thì. Nếu tế bào thần kinh GnRH không tạo các kết nối thích hợp, hoặc kích thích tuyến yên không thành công bằng GnRH, thì chưa bắt đầu dậy thì. Rối loạn hệ thống GnRH gây ra các rối loạn sinh sản như suy sinh dục (do suy giảm gonadotropin) hoặc hội chứng Kallmann.

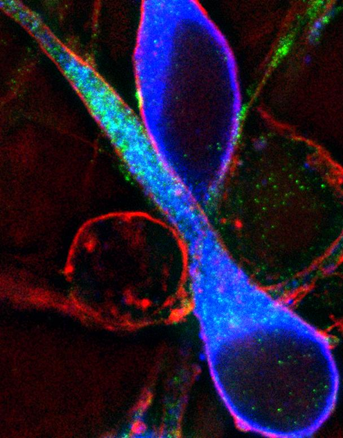
Hình ảnh huỳnh quang của tế bào thần kinh GnRH (màu xanh lam) với các phần tử của bộ xương tế bào được thể hiện bằng màu đỏ và xanh lục.